# Diadiplosis buscki
Diadiplosis buscki är en tvåvingeart som beskrevs av Ephraim Porter Felt 1914. Diadiplosis buscki ingår i släktet Diadiplosis och familjen gallmyggor.
Artens utbredningsområde är Puerto Rico. Inga underarter finns listade i Catalogue of Life.